# Herr, gehe nicht ins Gericht
(Alfred Dürr)
Herr, gehe nicht ins Gericht mit deinem Knecht (Signore, non giudicare il tuo servo), BWV 105, è una cantata sacra di Johann Sebastian Bach. La compose a Lipsia per la nona domenica dopo la Trinità e la eseguì per la prima volta il 25 luglio 1723.

## Storia e testo
Bach compose la cantata nel 1723 durante il suo primo anno a Lipsia per la nona domenica dopo la Trinità. È probabile che l'anonimo librettista fosse un teologo sempre di Lipsia; il testo inizia con il secondo versetto del Salmo 143: "E non entrare in giudizio con il tuo servo, poiché nessun vivente sarà giustificato davanti a te" (Salmi 143:2). Il salmo è uno dei Bußpsalmen di Martin Lutero, le sue traduzioni tedesche dei sette salmi penitenziali, pubblicati per la prima volta a Wittenberg all'inizio del 1517, sei mesi prima delle novantacinque tesi. Dopo essere stato ristampato, e persino piratato in tutta la Germania, ci fu un'edizione rivista nel 1525.
Le letture prescritte per la domenica erano dalla Prima Lettera ai Corinzi, un avvertimento sui falsi dei e consolazione nella tentazione, e dal Vangelo di Luca, la parabola dell'amministratore ingiusto. Il tema della cantata è derivato dal Vangelo: poiché l'uomo non può sopravvivere davanti al giudizio di Dio, dovrebbe rinunciare ai piaceri terreni, "la mammona dell'ingiustizia", per l'amicizia sola di Gesù; poiché con la sua morte la colpa dell'umanità fu assolta, aprendo "le dimore eterne". Quella parte del libretto copre il quarto e il quinto movimento (i secondi recitativi e le arie). Il recitativo del contralto si ispira alle allusioni bibliche nei Salmi 51:11 ("Non respingermi dalla tua presenza") e in Malachia 3:5 ("Mi avvicinerò a te per giudicare; e sarò un pronto testimone contro gli stregoni, e contro gli adulteri"). Il testo dell'aria del soprano è preso in prestito da Romani 2:15 ("accusandosi oppure scusandosi a vicenda"). C'è un riferimento alle epistole di Paolo nel secondo recitativo, Colossesi 2:14 ("Cancellando la scrittura delle ordinanze che era contro di noi" e "inchiodandola alla sua croce"). Il corale di chiusura è l'undicesimo verso dell'inno Jesu, der du meine Seele, scritto da Johann Rist nel 1641.
Bach eseguì per la prima volta la cantata, il 25 luglio 1723, alla Thomaskirche di Lipsia.

## Organico e struttura
La cantata in sei movimenti è composta da quattro solisti vocali (soprano, contralto, tenore e basso), un coro a quattro parti, corno, due oboi, due violini, viola e basso continuo.
1. Coro: Herr, gehe nicht ins Gericht mit deinem Knecht
2. Recitativo (contralto): Mein Gott, verwirf mich nicht
3. Aria (soprano): Wie zittern und wanken der Sünder Gedanken
4. Recitativo (basso): Wohl aber dem, der seinen Bürgen weiß
5. Aria (tenore):  Kann ich nur Jesum mir zum Freunde machen
6. Corale: Nun, ich weiß, du wirst mir stillen, mein Gewissen, das mich plagt